# Rineloricaria reisi
Rineloricaria reisi är en fiskart som beskrevs av Miriam S. Ghazzi 2008. Rineloricaria reisi ingår i släktet Rineloricaria och familjen Loricariidae. Inga underarter finns listade i Catalogue of Life.